# Piranhamesodon pinnatomus
Piranhamesodon pinnatomus – wymarły gatunek morskiej ryby kostnoszkieletowej z rzędu Pycnodontiformes, odkryty w południowych Niemczech w pobliżu wsi Ettling (okolice Solnhofen w Bawarii) i opisany naukowo w 2018 r. Wiek skamieniałości oszacowany został na ok. 152 mln lat (jura późna). Jest najwcześniejszym znanym gatunkiem ryby kostnoszkieletowej zdolnej do rozdrabniania mięsa (odcinania lub odrywania jego kawałków) zamiast połykania ofiary w całości. Taka taktyka wśród ryb dotąd znana była jedynie u jurajskich ryb chrzęstnoszkieletowych.
Odkryty gatunek, o długości ciała ok. 7 cm SL (9 cm TL), charakteryzował się wysoce zróżnicowanym uzębieniem. Miał długie, ostro zakończone zęby w kształcie sztyletów w każdej ze szczęk (po 6 w rzędzie) oraz trójkątne zęby z ząbkowanymi krawędziami tnącymi, wystające z kości leżących wzdłuż żuchwy, również po 6 zębów w rzędzie. W sąsiedztwie skamieniałości P. pinnatomus paleontolodzy odkryli szczątki innych ryb – z brakującymi fragmentami płetw.
Wzór i kształt zębów oraz szczęk sugerują, że Piranhamesodon pinnatomus był przystosowany do odcinania mięsa i płetw w uderzająco podobny sposób do współczesnych piraniowatych. Taktyka odcinania fragmentów ciała umożliwia atakowanie ofiar większych od siebie, podobnie jak robią to współczesne piranie. Cechy uzębienia i metody pobierania pokarmu odróżniają Piranhamesodon od pokrewnych mu Pycnodontiformes i innych promieniopłetwych, które żywiły się organizmami o twardych skorupach lub połykały ofiary w całości.
Nazwa rodzajowa Piranhamesodon jest połączeniem słów piranha (pirania) i Mesodon (rodzaj z rzędu Pycnodontiformes) i nawiązuje do podobieństwa odkrytego gatunku do piranii. Epitet gatunkowy pinnatomus (co można przetłumaczyć jako „odcinający płetwy”) odnosi się do jego niezwykłego sposobu drapieżnictwa.
Holotyp został złożony w Jura-Museum Eichstätt w Niemczech. Pozycja taksonomiczna nowego taksonu w obrębie rzędu Pycnodontiformes nie została ustalona (incertae sedis).